# Лисица
Лисѝца е общото разговорно название на хищни бозайници от различни родове на семейство Кучеви, разпространени на всички континенти с изключение на Антарктида. Едва 10 вида от тази група принадлежат на самия род Лисици (Vulpes). Най-разпространеният вид лисица е червената лисица, която има повече от 50 разпознати подвида. Наименованието червена лисица се ползва твърде рядко. То е прието в повечето европейски страни и е правилно, защото нормалната окраска на лисицата е червена.
Навсякъде в България, макар не много често, се среща и черната форма на окраската. Тези лисици се наричат въглищарки.
Дължината на тялото на лисицата достига до 80 см. Дългата ѝ рунтава опашка осигурява равновесието ѝ при скок. Теглото при възрастните женски рядко надвишава 5,5 кг, а при мъжките – 7 кг.
Лисиците са всеядни животни. Хранят се с гризачи, насекоми, плодове, червеи, мърша, яйца, мишки и други малки животни.
Най-известната и сладка лисица в България е Кайра от Мошино.